# Haya Ali
Haya Ali (* 26. April 2004 in Kairo) ist eine ägyptische Squashspielerin.

## Karriere
Haya Ali spielt seit 2019 auf der PSA World Tour und gewann auf dieser bislang drei Titel. Nachdem sie im Februar 2020 ihr erstes Finale auf der Tour erreicht hatte, gelangen ihr im Kalenderjahr 2023 zahlreiche Erfolge. In der Saison 2022/23 gewann sie zunächst im April 2023 das Turnier in Breda, bei dem sie im Endspiel Riya Navani mit 3:0 besiegte, ehe sie einen Monat später auch gegen Akanksha Salunkhe das Finale in New York City gewann. Vor den beiden Titelgewinnen hatte sie in dem Jahr bereits zwei weitere Finals erreicht. Im Oktober folgte in der Saison 2023/24 das nächste verlorene Endspiel und im November ihr nunmehr dritter Turniersieg. Sie bezwang im Endspiel des Turniers in Brünn in vier Sätzen Asia Harris. In der Weltrangliste erreichte sie ihre beste Platzierung mit Rang 52 am 22. April 2024.

## Erfolge
- Gewonnene PSA-Titel: 3